# Frans-Henegouwen

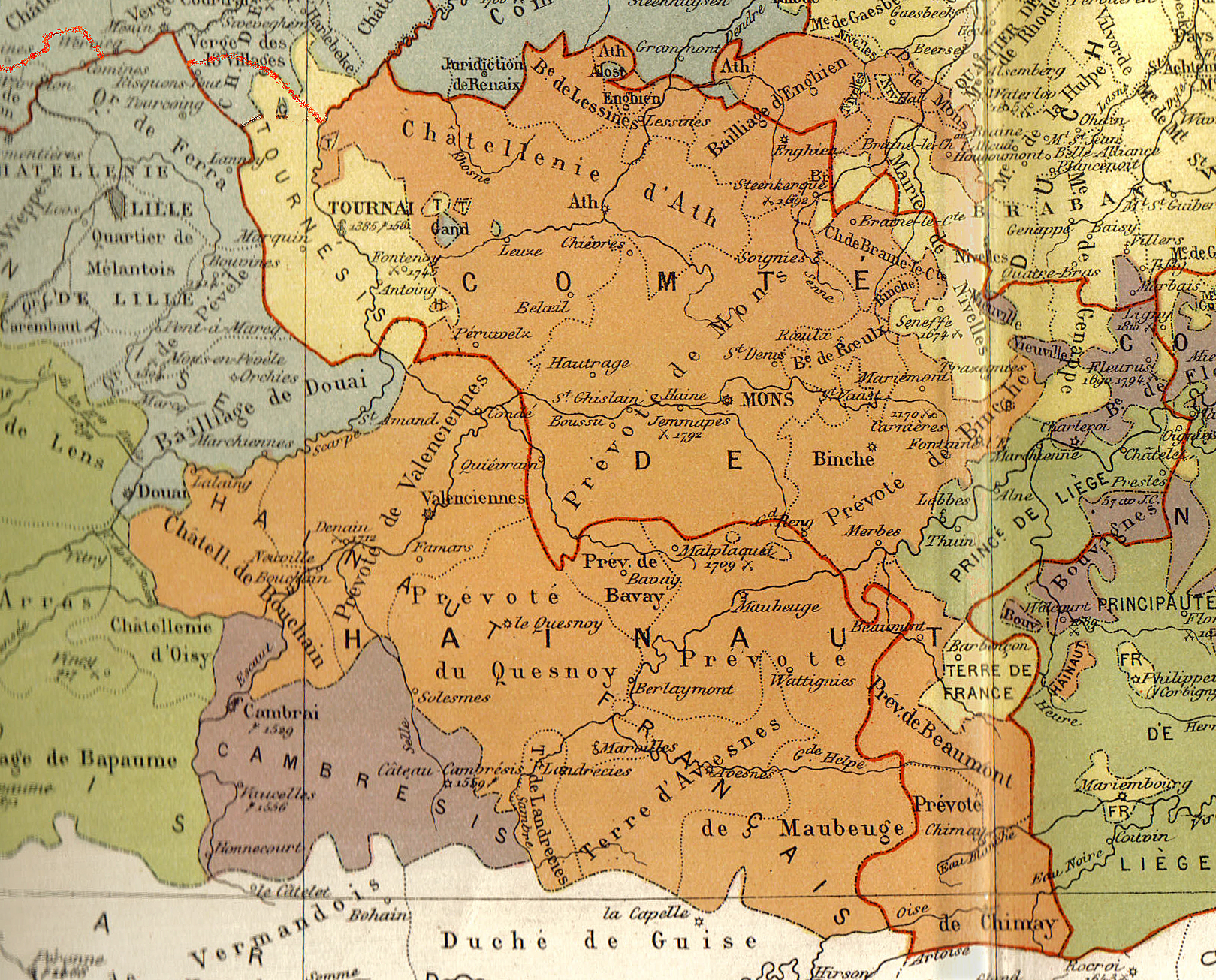
Het graafschap Henegouwen met de huidige Frans-Belgische grens dwars door Henegouwen. Het zuidwestelijk deel is Frans-Henegouwen.

Frans-Henegouwen is een van de twee streken in het Noorderdepartement van Frankrijk. Het komt ruwweg overeen met de huidige Franse arrondissementen Avesnes-sur-Helpe en Valenciennes.
Tot de 17e eeuw was dit het zuidwestelijk deel van het graafschap Henegouwen, maar door een reeks oorlogen tussen Spanje en Frankrijk ging het gebied, net als Frans-Vlaanderen, langzaam verloren. Dit gebeurde toen de westelijke provincies van het graafschap Vlaanderen tussen 1659 en 1678 opnieuw onder Frans bewind kwamen in een periode dat de interesse van Spanje in de Nederlanden afnam en bij voortduring gouverneurs ad interim werden aangesteld (tot 1680). Kamerijk en het Kamerijkse werd in 1678 ook bij Frans-Henegouwen gerekend, dat op zijn beurt bij de Franse provincie Flandre gevoegd werd.